# STANAG 4569
NATO AEP-55 STANAG 4569 je NATO-v sporazum o norminiranju (eng. NATO Standardization Agreement, skraćeno STANAG) koji pokriva standarde za "Razine oklopne zaštite logističkih i lakih oklopnih vozila" (eng. "Protection Levels for Occupants of Logistic and Light Armored Vehicles").
Ovaj standard pokriva obranu od kinetičkih penetratora (metaka), artiljerijskih i eksplozija improviziranih eksplozivnih naprava.

## Razina 1
Sljedeći podaci odnose se na zaštitu posade vozila čija je oklopna zaštita označena razinom 1 (eng. Level 1).

### Kinetički penetrator
Metci iz puške kalibra:
- 7,62x51 NATO Ball (Ball M80), ispaljeni s udaljenosti od 30 metara. Izlazna brzina metka iz cijevi iznosi 833 m/s (M80).
- 5,56x45 NATO SS109, ispaljeni s udaljenosti od 30 metara. Izlazna brzina metka iz cijevi iznosi 900 m/s (SS109).
- 5,56x45 M193 ispaljeni s udaljenosti od 30 metara. Izlazna brzina metka iz cijevi iznosi 937 m/s (M193).[1][2]

### Granate i mine
Ručne granate, neeksplodirani topnički fragmentirajući dijelovi i ostale male protupiješačke eksplozivne naprave detonirane ispod vozila. 

## Razina 2
Sljedeći podaci odnose se na zaštitu posade vozila čija je oklopna zaštita označena razinom 2 (eng. Level 2).

### Kinetički penetrator
Metci jurišnih pušaka kalibra:
- 7,62x39 API BZ, ispaljeni s udaljenosti od 30 metara. Izlazna brzina metka iz cijevi iznosi 695 m/s.[1]

### Granate i mine
- do 6 kg TNT-a (eksplozivna masa) eksplozije protutenkovske mine:
  - 2a – Mina detonirana ispod bilo kojeg kotača ili gusjenice.
  - 2b – Mina detonirana ispod sredine podvozja vozila.

## Razina 3
Sljedeći podaci odnose se na zaštitu posade vozila čija je oklopna zaštita označena razinom 3 (eng. Level 3).

### Kinetički penetrator
Metci snajperskih pušaka kalibra:
- 7,62x51 AP (WC core), ispaljeni s udaljenosti od 30 metara. Izlazna brzina metka iz cijevi iznosi 930 m/s (51 AP).
- 7,62x54R B32 API (Dragunov), ispaljeni s udaljenosti od 30 metara. Izlazna brzina metka iz cijevi iznosi 854 m/s (54R).

### Granate i mine
- do 8 kg TNT-a (eksplozivna masa) eksplozije protutenkovske mine:
  - 3a – Mina detonirana ispod bilo kojeg kotača ili gusjenice.
  - 3b – Mina detonirana ispod sredine podvozja vozila.

## Razina 4
Sljedeći podaci odnose se na zaštitu posade vozila čija je oklopna zaštita označena razinom 4 (eng. Level 4).

### Kinetički penetrator
Metci teške strojnice kalibra:
- 14,5x114AP / B32, ispaljeni s udaljenosti od 200 metara. Izlazna brzina metka iz cijevi iznosi 911 m/s.[1]

### Granate i mine
- do 10 kg TNT-a (eksplozivna masa) eksplozije protutenkovske mine:
  - 4a – Mina detonirana ispod bilo kojeg kotača ili gusjenice.
  - 4b – Mina detonirana ispod sredine podvozja vozila.

### Topništvo
Visokoeksplozivna topnička granata kalibra 155 mm eksplodirala na udaljenosti 30 m od vozila.

## Razina 5
Sljedeći podaci odnose se na zaštitu posade vozila čija je oklopna zaštita označena razinom 5 (eng. Level 5).

### Kinetički penetrator
Granate automatskog topa kalibra:
- 25 mm APDS-T (M791) ili TLB 073, ispaljeni s udaljenosti od 500 metara. Izlazna brzina granate iz cijevi iznosi 1258 m/s.[1]

### Topništvo
Visokoeksplozivna topnička granata kalibra 155 mm eksplodirala na udaljenosti 25 metara od vozila. 